# Claude Duboscq
Claude Duboscq (Bordeaux, 15 juillet 1897 - 2 mai 1938) est un compositeur et poète français.

## Biographie
Claude Duboscq était le dernier des six enfants d'une riche famille bordelaise catholique. Son père, Antoine Duboscq, était notaire et grand propriétaire terrien. Il encouragea les dons musicaux de son fils. Claude Duboscq commença le piano à 3 ans et composa ses premières œuvres à 11 ans. Il admirait Richard Wagner dont il avait entendu les œuvres à Bayreuth et Munich lors d'un voyage en 1912.
À partir de 1913, Claude Duboscq étudia à la Schola Cantorum avec comme professeurs Vincent d'Indy et Henri Letocart. Il passa son baccalauréat en même temps. À Paris, il se lia avec Albert Roussel, Guy Ropartz et Ricardo Viñes.
En 1915, Claude Duboscq devança l'appel et s'engagea. Il fut démobilisé en 1917. Il rejoignit alors son père à Onesse-Laharie où il s'était installé en 1916, son épouse étant décédée en 1912. Dans sa résidence d'Onesse-Laharie, Antoine Duboscq avait fait construire une grande salle de musique pour son fils, avec un orgue Mutin-Cavaillé-Coll à trois claviers, ce qui valut le surnom de « Le Bourdon » à la villa.

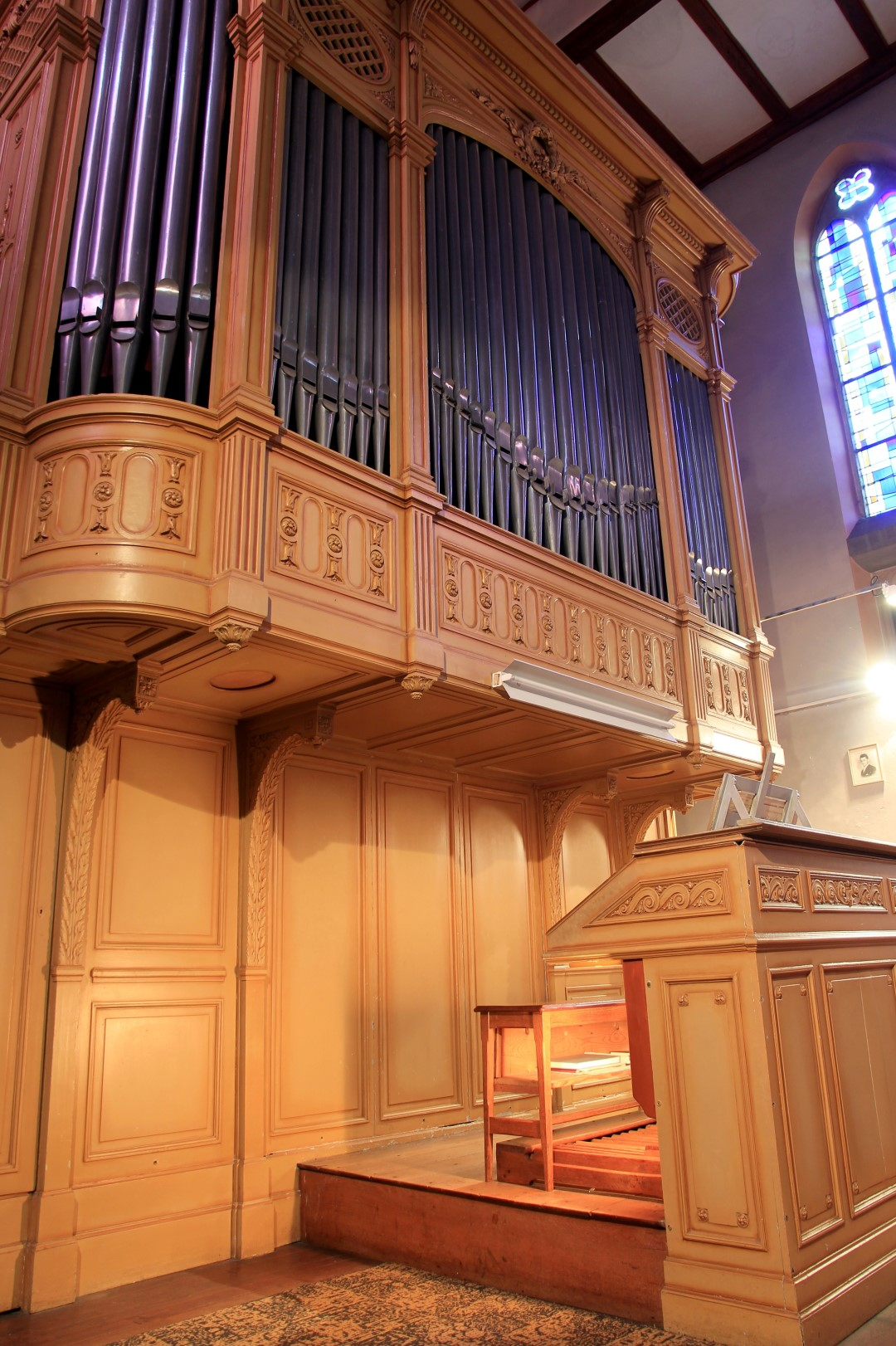
L'orgue de Claude Duboscq aujourd'hui en l'église St-Martin de Wihr-au-Val.

En avril 1921, Claude Duboscq épousa la pianiste Philippe-Marie Keller. Ils eurent six enfants. Leur voyage de noces les mena jusqu'à Grenade. Claude Duboscq y rencontra Manuel de Falla, avec qui il avait correspondu. Celui-ci lui conseilla de se consacrer à la musique religieuse.
Le couple s'installa ensuite dans une annexe (« Le Chalet ») de la villa d'Onesse-Laharie. Claude Duboscq avait en effet des difficultés à supporter les obligations mondaines. Il resta cependant très lié à la cantatrice Jane Bathori.
En 1922, il devint ami avec le sculpteur Henri Charlier qui fut ensuite le parrain de son deuxième enfant. Charlier amena Claude Duboscq à adhérer à la confrérie « La Misère noire ». Il composa alors, à la demande de Marie Vassilieff, un « Divertissement Sacré », ballet en trois parties (Ancien Testament, Nouveau Testament, Temps futurs) qui serait comme un pendant religieux aux Ballets russes. Il devait être donné au Théâtre des Champs-Élysées lors d'une soirée caritative au profit des chômeurs mi février 1927. Marie Vassilieff se chargea des costumes, Gilbert Baur, chorégraphe de l'opéra de Berlin régla le ballet réalisé par des danseurs ukrainiens ; le chœur était lui aussi ukrainien. Cependant, le titre avait changé et était devenu Le Bal de la Misère noire. Cela fut ressenti comme une provocation dans l'atmosphère de crise économique de la fin des années 1920. Le ministre de l'intérieur Albert Sarraut l'interdit. Claude Duboscq fonda alors sa propre confrérie « La Pauvreté claire » et donna le ballet à Onesse-Laharie le 5 février 1928, dans une tente qui accueillit 700 spectateurs. Parmi ceux-ci, le poète Francis Jammes fut enthousiasmé. Il resta un proche de Duboscq et devint même le parrain de son troisième enfant,.
Le succès de la représentation à Onesse-Laharie donna à Claude Duboscq l'idée d'y construire une salle de concerts. Le « Théâtre du Bourdon », qu'il voulait être un « Bayreuth chrétien » fut inauguré le 31 août 1930 avec l'œuvre Colombine-la-Petite, un hommage à Sainte Colombe de Cordoue. Claude Duboscq envisagea alors de créer sa propre école d'art dramatique. Cependant, son père mourut le 31 décembre 1930. S'il lui laissait une immense fortune, il le laissait cependant sans véritable soutien. Les dissensions familiales explosèrent alors. Claude Duboscq fut accusé de dilapider la fortune familiale. Le reste de la famille fit alors tout pour limiter ses projets. Claude Duboscq s'enfonça dans la dépression. En 1935, Jane Bathori et Henri Charlier tentèrent de lui remonter le moral avec une importante tournée, en Belgique. La tournée remporta le succès, mais le moral de Claude Duboscq ne s'améliora pas.
Claude Duboscq se suicida le 2 mai 1938, peu de temps après la mort de sa dernière fille, âgée de 18 mois. Il repose au Mesnil-Saint-Loup, près d'Henri Charlier. Cette année-là, Marie Vassilieff lui rendit hommage avec son tableau Le Flûtiste (portrait de Claude Duboscq). Elle conserva l'œuvre dans son atelier jusqu'à sa mort.

## Œuvres

### Œuvres religieuses

#### Piano
- « Pour être joué après un beau voyage »
- « Pour être joué lorsque la nuit descend »
- « Pour être joué dans les soirs doux »
- Confidence
- Poème d'Automne
- Essai musical

#### Orgue
- Deux oraisons pour orgue
- Le Dimanche de l'Avent
- Dimanche de l'Épiphanie
- Dimanche de Sexagésime
- « Ego Sum Panis »
- À Notre Dame des Neiges : cantique professionnel
- Domine Non Sum Dignus
- Miserere
- Noël - cantique
- Pour une prise d’habit - cantique

#### Autres œuvres religieuses
- Antiennes tirées du « Cantique des Cantiques »
- Cantiques aux Saints de l'hiver
- Cantique à Saint Jean
- Messe de la pauvreté claire
- Pendant une nuit obscure Monodies d'après l'expérience mystique de Saint Jean de la Croix
- Proverbe de Salomon
- À Saint-Grégoire le Grand
- À Notre Dame de la Sainte Esperance - cantique orchestral et processionnel
- 6 Chants religieux
- Le mois de Mai
- Poème musical « à St Michel »

### Œuvres profanes
- Sonate pour Piano, Violon et Violoncelle ou « Concert Intime » (1919)
- Sonate pour Piano et Violon (1919)
- « Cantabile » pour piano et violoncelle
- « Complainte »
- « Chacone Triste »
- La Sonate romantique
- Ballade des Seigneurs au Temps Jadis
- Deux Chansons aux Pays basque
- Ode à Cassandre
- Trois sonnets de Shakespeare
- Matines, Sarabandes & Gaillardes (1919, dédiées à Ricardo Viñes)
- « L'étang »
- La mort des pauvres
- « Colombine-la-petite »

### Recueils de poèmes
- A ma Fiancée, Figuière, Paris
- Solitude nuptiale, Sansot, Paris, 1922. Préface de Francis Jammes
- Hommage aux Musiciens, Sonnets, Demets, Paris,